# David Kushner/Diskografie
Diese Diskografie ist eine Übersicht über die musikalischen Werke des US-amerikanischen Singer-Songwriters David Kushner. Den Schallplattenauszeichnungen zufolge hat er bisher mehr als 8,9 Millionen Tonträger verkauft. Seine erfolgreichste Veröffentlichung ist die Single Daylight mit über 6,7 Millionen verkauften Einheiten.

## Alben

### Studioalben
| Jahr | Titel Musiklabel                          | Höchstplatzierung, Gesamtwochen, AuszeichnungChartplatzierungen (Jahr, Titel, Musiklabel, Platzierungen, Wochen, Auszeichnungen, Anmerkungen) | Höchstplatzierung, Gesamtwochen, AuszeichnungChartplatzierungen (Jahr, Titel, Musiklabel, Platzierungen, Wochen, Auszeichnungen, Anmerkungen) | Höchstplatzierung, Gesamtwochen, AuszeichnungChartplatzierungen (Jahr, Titel, Musiklabel, Platzierungen, Wochen, Auszeichnungen, Anmerkungen) | Höchstplatzierung, Gesamtwochen, AuszeichnungChartplatzierungen (Jahr, Titel, Musiklabel, Platzierungen, Wochen, Auszeichnungen, Anmerkungen) | Höchstplatzierung, Gesamtwochen, AuszeichnungChartplatzierungen (Jahr, Titel, Musiklabel, Platzierungen, Wochen, Auszeichnungen, Anmerkungen) | Anmerkungen                                              |
| Jahr | Titel Musiklabel                          | DE | AT | CH | UK | US | Anmerkungen                                              |
| ---- | ----------------------------------------- | --- | --- | --- | --- | --- | -------------------------------------------------------- |
| 2024 | The Dichotomy Miserable Music Group (MMG) | DE56 (1 Wo.)DE | AT72 (1 Wo.)AT | CH55 (1 Wo.)CH | UK74 (1 Wo.)UK | US146 (1 Wo.)US | Erstveröffentlichung: 30. August 2024 Verkäufe: + 40.000 |

### EPs
| Jahr | Titel Musiklabel                                | Höchstplatzierung, Gesamtwochen, AuszeichnungChartplatzierungen (Jahr, Titel, Musiklabel, Platzierungen, Wochen, Auszeichnungen, Anmerkungen) | Höchstplatzierung, Gesamtwochen, AuszeichnungChartplatzierungen (Jahr, Titel, Musiklabel, Platzierungen, Wochen, Auszeichnungen, Anmerkungen) | Höchstplatzierung, Gesamtwochen, AuszeichnungChartplatzierungen (Jahr, Titel, Musiklabel, Platzierungen, Wochen, Auszeichnungen, Anmerkungen) | Höchstplatzierung, Gesamtwochen, AuszeichnungChartplatzierungen (Jahr, Titel, Musiklabel, Platzierungen, Wochen, Auszeichnungen, Anmerkungen) | Höchstplatzierung, Gesamtwochen, AuszeichnungChartplatzierungen (Jahr, Titel, Musiklabel, Platzierungen, Wochen, Auszeichnungen, Anmerkungen) | Anmerkungen                              |
| Jahr | Titel Musiklabel                                | DE | AT | CH | UK | US | Anmerkungen                              |
| ---- | ----------------------------------------------- | --- | --- | --- | --- | --- | ---------------------------------------- |
| 2022 | Footprints I Found Selbstverlag                 | — | — | CH93 (1 Wo.)CH | — | — | Erstveröffentlichung: 16. September 2022 |
| 2023 | Dead Man + Daylight Miserable Music Group (MMG) | — | — | — | — | — | Erstveröffentlichung: 29. September 2023 |
| 2025 | 20 Years from Now Miserable Music Group (MMG)   | — | — | — | — | — | Erstveröffentlichung: 14. Februar 2025   |

## Singles
| Jahr | Titel Album                                  | Höchstplatzierung, Gesamtwochen, AuszeichnungChartplatzierungen (Jahr, Titel, Album, Platzierungen, Wochen, Auszeichnungen, Anmerkungen) | Höchstplatzierung, Gesamtwochen, AuszeichnungChartplatzierungen (Jahr, Titel, Album, Platzierungen, Wochen, Auszeichnungen, Anmerkungen) | Höchstplatzierung, Gesamtwochen, AuszeichnungChartplatzierungen (Jahr, Titel, Album, Platzierungen, Wochen, Auszeichnungen, Anmerkungen) | Höchstplatzierung, Gesamtwochen, AuszeichnungChartplatzierungen (Jahr, Titel, Album, Platzierungen, Wochen, Auszeichnungen, Anmerkungen) | Höchstplatzierung, Gesamtwochen, AuszeichnungChartplatzierungen (Jahr, Titel, Album, Platzierungen, Wochen, Auszeichnungen, Anmerkungen) | Anmerkungen                                                                   |
| Jahr | Titel Album                                  | DE | AT | CH | UK | US | Anmerkungen                                                                   |
| ---- | -------------------------------------------- | --- | --- | --- | --- | --- | ----------------------------------------------------------------------------- |
| 2021 | Ily –                                        | — | — | — | — | — | Erstveröffentlichung: 9. April 2021                                           |
| 2021 | To Let You Go –                              | — | — | — | — | — | Erstveröffentlichung: 28. Mai 2021                                            |
| 2021 | Thank You –                                  | — | — | — | — | — | Erstveröffentlichung: 27. August 2021                                         |
| 2021 | Love You from Far Away –                     | — | — | — | — | — | Erstveröffentlichung: 30. September 2021                                      |
| 2022 | Miserable Man Footprints I Found             | — | AT68 (1 Wo.)AT | CH46 (1 Wo.)CH | UK39 Silber · (2 Wo.)UK | US— GoldUS | Erstveröffentlichung: 7. Januar 2022 Verkäufe: + 775.000                      |
| 2022 | Mr. Forgettable Footprints I Found           | — | — | — | UK73 Silber · (1 Wo.)UK | US— GoldUS | Erstveröffentlichung: 4. März 2022 Verkäufe: + 840.000                        |
| 2022 | Burn Footprints I Found                      | — | — | — | — | — | Erstveröffentlichung: 24. Juni 2022                                           |
| 2023 | Elk Grove –                                  | — | — | — | — | — | Erstveröffentlichung: 17. März 2023                                           |
| 2023 | Daylight The Dichotomy • Dead Man + Daylight | DE4 Gold · (53 Wo.)DE | AT2 (34 Wo.)AT | CH1 Platin · (66 Wo.)CH | UK2 ×2Doppelplatin · (33 Wo.)UK | US33 ×3Dreifachplatin · (31 Wo.)US | Erstveröffentlichung: 14. April 2023 Verkäufe: + 6.708.333                    |
| 2023 | Dead Man The Dichotomy • Dead Man + Daylight | — | — | — | — | — | Erstveröffentlichung: 22. September 2023                                      |
| 2024 | Skin and Bones The Dichotomy                 | DE56 (1 Wo.)DE | AT31 (2 Wo.)AT | CH22 (2 Wo.)CH | UK36 (3 Wo.)UK | US70 Gold · (1 Wo.)US | Erstveröffentlichung: 19. Januar 2024 Verkäufe: + 565.000                     |
| 2024 | In My Bones –                                | — | — | — | — | — | Erstveröffentlichung: 19. April 2024 Verkäufe: + 60.000; mit Lost Frequencies |
| 2024 | Hero The Dichotomy                           | — | — | — | — | — | Erstveröffentlichung: 10. Mai 2024                                            |
| 2024 | Humankind The Dichotomy                      | — | — | — | — | — | Erstveröffentlichung: 21. Juni 2024                                           |
| 2024 | Sweet Oblivion The Dichotomy                 | — | — | — | — | — | Erstveröffentlichung: 19. Juli 2024                                           |
| 2024 | Empty Bench 20 Years from Now                | — | — | — | — | — | Erstveröffentlichung: 6. Dezember 2024                                        |
| 2025 | Breathe In, Breathe Out 20 Years from Now    | — | — | — | — | — | Erstveröffentlichung: 31. Januar 2025                                         |
| 2025 | Heavens Sirens –                             | — | — | — | — | — | Erstveröffentlichung: 31. Juli 2025                                           |

## Musikvideos
| Jahr | Titel                   | Regie                   |
| ---- | ----------------------- | ----------------------- |
| 2022 | Miserable Man           | Samuel Abu              |
| 2022 | Mr. Forgettable         | Alex Cook               |
| 2023 | Burn                    | Samuel Abu              |
| 2023 | Elk Grove               | Landon Juern, Luke Shaw |
| 2023 | Daylight                | Landon Juern, Luke Shaw |
| 2024 | Skin and Bones          | Matthew Vietzke         |
| 2024 | In My Bones             |                         |
| 2024 | Hero                    | Matthew Vietzke         |
| 2024 | Humankind               | Landon Juern, Luke Shaw |
| 2024 | Sweet Oblivion          | Erikjrojas              |
| 2024 | Empty Bench             |                         |
| 2025 | Breathe In, Breathe Out |                         |
| 2025 | Heavens Sirens          |                         |

## Autorenbeteiligungen
| Jahr | Titel Interpretation       | Anmerkungen                              |
| ---- | -------------------------- | ---------------------------------------- |
| 2021 | Don’t Go, Don’t Leave Hayd | Erstveröffentlichung: 30. September 2021 |

## Promoveröffentlichungen
| Jahr | Titel Album                    | Anmerkungen                                                          |
| ---- | ------------------------------ | -------------------------------------------------------------------- |
| 2023 | Daylight (Recorded in Paris) – | Erstveröffentlichung: 19. Juli 2023 Teil der „Deezer-Sessions“-Reihe |

## Statistik

### Chartauswertung
|                     | DE    | AT    | CH    | UK    | US    |
| ------------------- | ----- | ----- | ----- | ----- | ----- |
| Nummer-eins-Alben   | DE—DE | AT—AT | CH—CH | UK—UK | US—US |
| Top-10-Alben        | DE—DE | AT—AT | CH—CH | UK—UK | US—US |
| Alben in den Charts | DE1DE | AT—AT | CH2CH | UK1UK | US1US |

|                       | DE    | AT    | CH    | UK    | US    |
| --------------------- | ----- | ----- | ----- | ----- | ----- |
| Nummer-eins-Singles   | DE—DE | AT—AT | CH1CH | UK—UK | US—US |
| Top-10-Singles        | DE1DE | AT1AT | CH1CH | UK1UK | US—US |
| Singles in den Charts | DE2DE | AT3AT | CH3CH | UK4UK | US2US |

### Auszeichnungen für Musikverkäufe
| Goldene Schallplatte - Australien - 2023: für die Single Miserable Man - 2023: für die Single Mr. Forgettable - Belgien - 2024: für die Single In My Bones - Kanada - 2023: für die Single Miserable Man - 2024: für die Single Skin and Bones - 2024: für das Album The Dichotomy - Neuseeland - 2023: für die Single Daylight - Niederlande - 2023: für die Single Daylight - Polen - 2024: für die Single Mr. Forgettable - 2024: für die Single Skin and Bones Platin-Schallplatte - Dänemark - 2024: für die Single Daylight - Griechenland - 2023: für die Single Daylight - Italien - 2023: für die Single Daylight - Kanada - 2023: für die Single Mr. Forgettable - Polen - 2024: für die Single In My Bones - Spanien - 2024: für die Single Daylight | 2× Platin-Schallplatte - Belgien - 2023: für die Single Daylight 3× Platin-Schallplatte - Australien - 2024: für die Single Daylight - Portugal - 2024: für die Single Daylight 6× Platin-Schallplatte - Kanada - 2024: für die Single Daylight Diamantene Schallplatte - Frankreich - 2024: für die Single Daylight - Polen - 2024: für die Single Daylight 3× Diamantene Schallplatte - Brasilien - 2025: für die Single Daylight |

Anmerkung: Auszeichnungen in Ländern aus den Charttabellen bzw. Chartboxen sind in ebendiesen zu finden.
| Land/RegionAuszeichnungen für Musikverkäufe (Land/Region, Auszeichnungen, Verkäufe, Quellen) | Silber     | Gold       | Platin       | Diamant     | Verkäufe  | Quellen                   |
| -------------------------------------------------------------------------------------------- | ---------- | ---------- | ------------ | ----------- | --------- | ------------------------- |
| Australien (ARIA)                                                                            | —          | 2× Gold2   | 3× Platin3   | —           | 280.000   | aria.com.au               |
| Belgien (BRMA)                                                                               | —          | Gold1      | 2× Platin2   | —           | 90.000    | ultratop.be               |
| Brasilien (PMB)                                                                              | —          | —          | —            | 3× Diamant3 | 480.000   | pro-musicabr.org.br       |
| Dänemark (IFPI)                                                                              | —          | —          | Platin1      | —           | 90.000    | ifpi.dk                   |
| Deutschland (BVMI)                                                                           | —          | Gold1      | —            | —           | 300.000   | musikindustrie.de         |
| Frankreich (SNEP)                                                                            | —          | —          | —            | Diamant1    | 333.333   | snepmusique.com           |
| Griechenland (IFPI)                                                                          | —          | —          | Platin1      | —           | 20.000    | Einzelnachweise           |
| Italien (FIMI)                                                                               | —          | —          | Platin1      | —           | 100.000   | fimi.it                   |
| Kanada (MC)                                                                                  | —          | 3× Gold3   | 7× Platin7   | —           | 680.000   | musiccanada.com           |
| Neuseeland (RMNZ)                                                                            | —          | Gold1      | —            | —           | 15.000    | aotearoamusiccharts.co.nz |
| Niederlande (NVPI)                                                                           | —          | Gold1      | —            | —           | 40.000    | nvpi.nl                   |
| Polen (ZPAV)                                                                                 | —          | 2× Gold2   | Platin1      | Diamant1    | 350.000   | olis.pl                   |
| Portugal (AFP)                                                                               | —          | —          | 3× Platin3   | —           | 30.000    | Einzelnachweise           |
| Schweiz (IFPI)                                                                               | —          | —          | Platin1      | —           | 20.000    | hitparade.ch              |
| Spanien (Promusicae)                                                                         | —          | —          | Platin1      | —           | 60.000    | elportaldemusica.es       |
| Vereinigte Staaten (RIAA)                                                                    | —          | 3× Gold3   | 3× Platin3   | —           | 4.500.000 | riaa.com                  |
| Vereinigtes Königreich (BPI)                                                                 | 2× Silber2 | —          | 2× Platin2   | —           | 1.600.000 | bpi.co.uk                 |
| Insgesamt                                                                                    | 2× Silber2 | 14× Gold14 | 26× Platin26 | 5× Diamant5 |           |                           |